# Erik Dammann

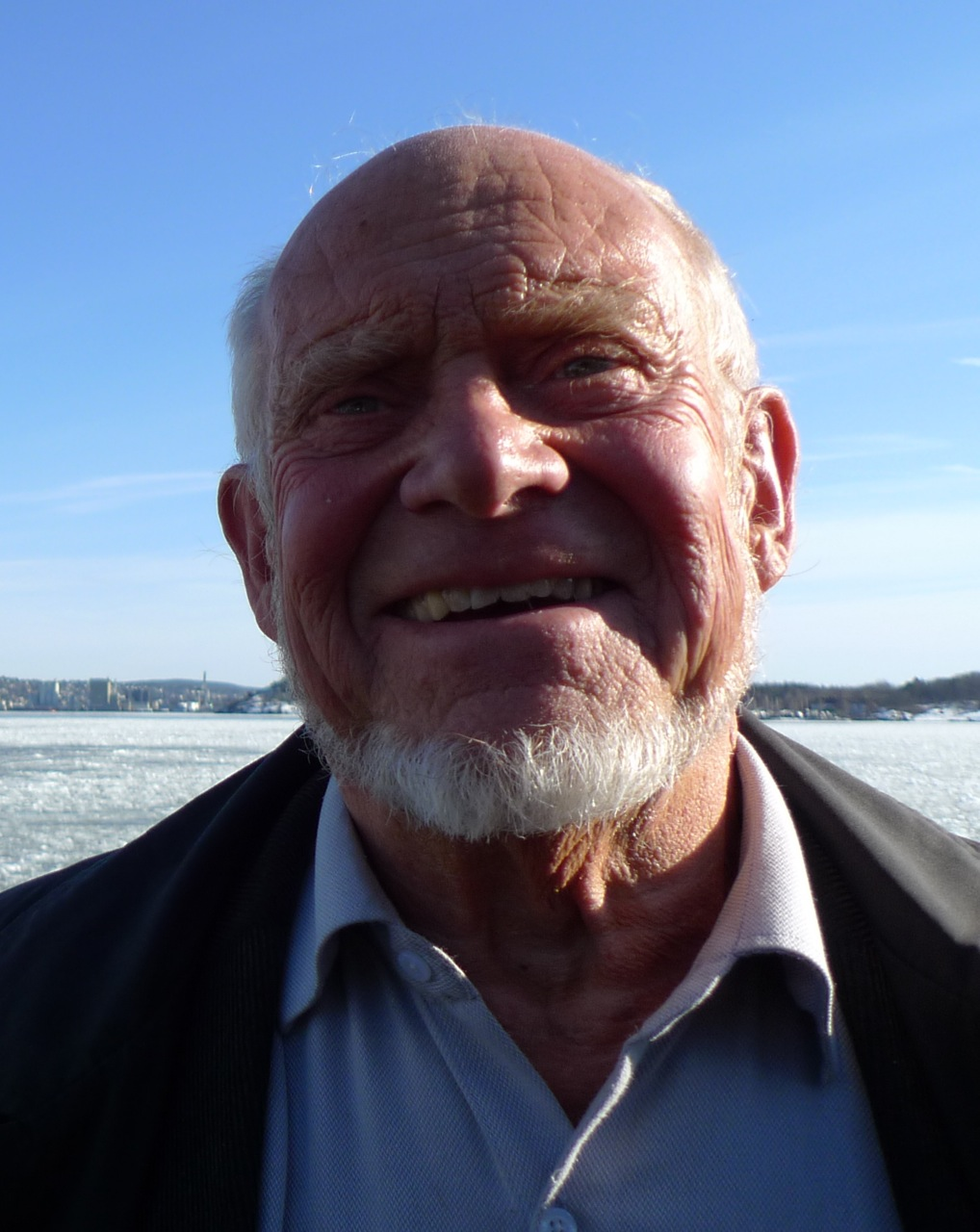
Erik Dammann, 2011

Erik Dammann (* 9. Mai 1931 in Oslo; † 21. Juni 2025) war ein norwegischer Gesellschaftskritiker und Autor. Er gründete die Bewegung Framtiden i våre hender.

## Leben
Erik Dammann arbeitete seit 1955 in der Werbebranche, erst als Texter, dann als Marketingberater. Seit 1964 war er Abteilungsleiter bei NCK Norge AS. 1966 veröffentlichte er sein erstes Buch, zwei Jahre danach einen Bericht über einen einjährigen Aufenthalt mit seiner Familie in Samoa.
1972 erschien Die Zukunft in unseren Händen, in dem er sich kritisch mit der westlichen Lebensweise und deren Auswirkungen auf die Umwelt und das menschliche Zusammenleben auseinandersetzte. Dieses Buch rief eine große Aufmerksamkeit und breite Diskussionen in Norwegen hervor. 1974 gründete er daraufhin die Bewegung Framtiden i våre hender (Die Zukunft in unseren Händen), die in den folgenden Jahren über 20.000 Mitglieder bekam und Tochterorganisationen in Dänemark, Schweden, Großbritannien und Sri Lanka aufbauen konnte. Erik Dammann war seitdem für die Organisation tätig, publizierte in deren Zeitschrift und veröffentlichte weitere Bücher, in denen er sich aus verschiedenen Perspektiven mit der modernen westlichen Gesellschaft auseinandersetzte.
1982 gründete er die Bewegung Alternativ Framtid und erhielt in diesem Jahr den Right Livelihood Award (Alternativer Nobelpreis). Seit 1988 bekam er eine staatliche Pension.

## Publikationen
- Truls og Tone Tryllepike, På eventyr i virkeligheten, 1966
- Med fire barn i palmehytte [Mit vier Kindern in einer Palmhútte], 1968, Übersetzungen in das Schwedische, Finnische und Ungarische
- Fremtiden i våre hender [Die Zukunft in euren Händen], 1972, Übersetzungen in das Schwedische, Finnische, Dänische, Englische
- Adopsjon? [Adoption?], 1972, als Mitherausgeber
- Ny Livsstil. Om Folkeaksjonen Framtiden i våre Hender. Med rapport fra åpningsmøtet. [Ein neuer Lebensstil. Über die Folgeaktionen von Die Zukunft in euren Händen], 1974
- Ny livsstil- og hva så? [Neuer Lebensstil – und was dann?], 1976, Übersetzung in das Schwedische
- Partiene ved skilleveien [Die Parteien an einem Entscheidungspunkt], 1977, zusammen mit Jacob Bomann-Larsen
- Dagen er din, 1978, Übersetzung in das Schwedische
- Revolusjon i velstandssamfunnet [Revolution in der gegenwärtigen Gesellschaft], 1979, Übersetzungen in das Schwedische und Englische
- Du bestemmer! [Du bestimmst!], 1980, Übersetzung in das Dänische
- Fritanker [Freie Gedanken], 1981, Artikelsammlung
- Talofa Samoa!, 1981, Übersetzung in das Schwedische
- Bak tid og rom [Hinter Zeit und Raum], 1987, Übersetzungen in das Dänische und Deutsche
- Pengene eller livet! [Geld oder Leben!], 1989, Übersetzung in das Schwedische
- Bortført [Gefangen], 1998, mit Ragnhild Dammann, Reportagen
- Kontraster, beretning om et mangfoldig liv [Kontraste, Rückschau auf ein abwechslungsreiches Leben], 2005, Autobiographie
- Framtidsfrø, 2011, Artikel
- Verdirevolusjon, 2014, Debattenbuch

## Ehrungen
- 1982 Right Livelihood Award (Alternativer Nobelpreis)
- 2011 Sankt-Olav-Orden, Ritter 1. Klasse
- mehrere norwegische Auszeichnungen